# Mariblanca Sabas Alomá
Mariblanca Sabas Alomá (10 février 1901 - 19 juillet 1983) est une féministe, journaliste et poète cubaine. Militante politique, elle a également été ministre sans portefeuille dans les gouvernements cubains de Ramón Grau et Carlos Prío Socarrás. Ses écrits sont consacrés à la cause des droits des femmes, en particulier le droit de vote.

## Biographie
Mariblanca Sabas Alomá est née le 10 février 1901 à Santiago de Cuba. Elle commence sa carrière de journaliste en 1918 à Santiago de Cuba, elle travaille alors pour deux des principaux journaux El Cubano Libre et Diario de Cuba. En 1923, elle reçoit deux médailles d'or pour son œuvre poétique lors des Juegos Florales de Santiago de Cuba. La même année, elle quitte sa ville natale, vient vivre à La Havane et participe au premier Congrès national des femmes. 
En 1930, elle publie son livre le plus remarqué : Feminismo. Il est composé d'articles de journaux évoquant la discrimination à l'égard des femmes et des problèmes sociaux. Elle collabore à plusieurs médias cubains comme El País, Excélsior, El Mundo ou Bohemia.
En 1938 de l'Union des écrivains et artistes de Cuba puis devient déléguée à l'Assemblée constituante en 1940.
En janvier 1949, elle participe au gouvernement de Carlos Prío Socarrás en tant que ministre sans portefeuille.
Mariblanca Sabas Alomá s'oppose au coup d'État de Fulgencio Batista en 1952. Critiquant la dictature de Batista, elle ne peut plus travailler dans les médias proches du nouveau régime et se retrouve à plusieurs reprises arrêtée.